# Per-Olstjärnen, Hälsingland
Per-Olstjärnen är en sjö i Ljusdals kommun i Hälsingland och ingår i Ljusnans huvudavrinningsområde.